# Най-дългият годеж
„Най-дългият годеж“ (на френски: Un long dimanche de fiançailles) е френска романтична военна драма от 2004 година на режисьора Жан-Пиер Жьоне с участието в главната роля на Одре Тоту. Сюжетът се върти около млада жена, болна от детски паралич, която отчаяно търси годеника си, загинал на фронта по време на Първата световна война. Сценарият е писан по едноименния роман на Себастиен Жапризо, публикуван за първи път през 1991 година.
Филмът получава две номинации в 77-ото издание на наградите „Оскар“ – за най-добра сценография и най-добра операторска работа. Марион Котияр печели награда „Сезар“ за поддържаща женска роля във филма.

## Сюжет
Внимание:  Текстът по-долу разкрива сюжета на произведението (или части от него)!
Петима френски войници по време на Първата световна война са осъдени по обвинение за самоосакатяване с цел да избегнат военна служба. За наказание са изпратени на сигурна смърт в окопите в ничията земя между френската и германската армии. Сведенията са, че всичките петима войници са убити в последвалия бой, но Матилд, годеницата на един от тях отказва да приеме новината за смъртта на любимия си, Манек. Тя започва полека-лека да разкрива улики за това какво всъщност се е случило на бойното поле. През цялото време тя е водена от надеждата и спомена как годеникът ѝ издълбава в една от църковните камбани край дома им три букви „МММ“ (абревиатура на френското Manech Aime Mathilde, в превод „Манек обича Матилд“, където aime се произнася точно както буквата „M“).
По време на търсенето си, Матилд разкрива брутално корумпираната система, по която френското правителство третира хората, които са се опитали да избягат от фронта. Тя узнава историите и на останалите четирима, които заедно с Манек са осъдени да загинат от вражеския огън в ничията земя. С помощта на частен детектив Матилд се опитва да открие какво се е случило с годеника ѝ. Историята е разказана както от гледната точка на годеницата в сцени от Париж и френския прованс, най-вече Бретан, така и с ретроспективната гледна точка на войниците на бойното поле.
Най-накрая Матилд открива, че Манек е жив, но страда от амнезия. Той не успява да разпознае нито годеницата си, нито приемната си майка. Той обаче проявява съчувствие към Матилд, когато забелязва, че тя куца заради болестта си. Точно като първия път, когато са се срещнали преди войната, Манек пита Матилд дали чувства болка, когато стъпва. На този въпрос Матилд присяда на градинския стол и се вглежда в Манек със сълзи в очите и усмивка на устните.

## Актьорски състав
- Одре Тоту – Матилд Доне
- Гаспар Юлиел – Манек Лангоне, годеникът на Матилд
- Жан-Пиер Бекер – сержант Даниел Есперанца
- Доминик Бетенфелд – Анжел Басиняно
- Кловис Корнияк – Беноа Нотр-Дам
- Марион Котияр – Тина Ломбарди
- Жан-Пиер Дарусен – ефрейтор Бенжамен Бискот Горд
- Жули Депардийо – Вероник Пасаван
- Жан-Клод Дрейфус – майор Франсоа Лавруй
- Андре Дюсолие – Пиер-Мари Рувиер
- Тики Олгадо – Жермен Пир
- Чеки Карио – капитал Етиен Фавурие
- Жером Киршер – Клебер „Бастош“ Буке
- Дени Лаван – Франсис „Си-Су“ Геняр
- Шантал Ньовирт – Бенедикт, лелята на Матилд
- Доминик Пинон – Силвен, чичото на Матилд
- Жан-Пол Рув – пощальонът
- Мишел Вийермоз – Малкият Луи
- Албер Дюпонтел – Селестин Пу
- Були Ланер – ефрейтор Юрбан Шардьоло
- Филип Дюкен – старши сержант Фавар
- Стефан Бюте – Жулиен Филипо
- Франсоа Льовантал – Гастон Тувнел
- Тиери Жибо – лейтенант Беноа Етранжен
- Джоди Фостър – Елоди Горд
- Елина Льовенсон – Тина Ломбарди

## Филмова продукция
Най-дългият годеж е изцяло заснет във Франция за период от 18 месеца с екип от около 30 френски актьора, 500 техници и над 2000 статисти. Точно преди премиерата на филма в Ню Йорк и Холивуд продуцентската компания на филма 2003 Продъкшънс, която е една трета собственост на Уорнър Брадърс и две трети на Уорнър Франс, е определена от френския съд за американска компания, с което на студиото са отказани държавни поощрения в размер на 4,8 милиона долара.
Във филма Манек и Матилд са от Бретан, а в романа, по който е създаден филмът, са от Капбретон, в департамента Ланд в Югозападна Франция.

## Премиера
Филмът е пуснат премиерно във Франция и Белгия на 27 октомври 2004 година. В България излиза на 4 февруари 2005 година.

## Награди и отзиви
Филмът е номиниран за две награди „Оскар“ – за най-добра сценография и за най-добра операторска работа, но и в двете категории наградите печели филмът „Авиаторът“. Филмът не е избран от френското правителство като френското предложение за номинация за Оскар за най-добър чуждоезичен филм.
Филмът също така получава номинация за най-добър чуждоезичен филм на наградите „Златен глобус“ и на наградите БАФТА.
За ролята си във филма Марион Котияр печели награда „Сезар“ за най-добра поддържаща женска роля на 30-ото издание на наградите. Освен това филмът печели Сезари и за най-добра операторска работа, най-добри костюми, сценография, както и награда за обещаващ актьор.
Като цяло филмът получава положителни рецензии от критиците. Сайтът Rotten Tomatoes отчита, че 77% от общо 140 рецензии на филма са били положителни. На база 39 рецензии, Metacritic отчита средна оценка 76 от 100 точки. Бюджетът на филма е 56,6 милиона долара, а от прожекциите си в световен мащаб събира приходи от 70,1 милиона долара.